# 벳푸다이가쿠역
벳푸다이가쿠역(일본어: 別府大学駅)은 일본 오이타현 벳푸시에 있는, 규슈 여객철도 닛포 본선의 역이다.

## 역 구조
상대식 승강장 2면 2선을 가지는 지상역. 역 서점은 하행 열차 진행 방향으로 향해서 좌측에 있으며, 벳푸 시 국제 교류회관과의 합축으로 되어 있다.
규슈 교통기획이 역 업무를 행하는 업무위탁역으로, 마르스가 없지만, POS 단말기가 설치되고 있다. 개업 시에 매표 임시건물로서 사용되고 있던 역사는, 신축 시에 호히 본선의 다키오역으로 이전되고 있다. 2012년 이후, 이 역에 규슈 여객철도 IC 카드 SUGOCA를 도입 예정.

## 이용 현황
- 2006년도의 1일 평균 승차 인원은 1,671명이다. (전년도 비 - 9명).

| 승차 인원 추이 | 승차 인원 추이 |
| 연도           | 1일 평균 인수  |
| -------------- | -------------- |
| 2000           | 1,602          |
| 2001           | 1,605          |
| 2002           | 1,630          |
| 2003           | 1,614          |
| 2004           | 1,710          |
| 2005           | 1,680          |
| 2006           | 1,671          |

## 역 주변
벳푸 시의 시가지에 있는 역. 주변은 맨션이 줄지어 서, 주요 금융 기관이나 슈퍼도 갖추어져 있다. 역의 약 150m 동쪽에는 국도 제 10호선이 닛포 본선과 병행하고 있다.

### 벳푸다이가쿠 역 동쪽
- 벳푸 시 국제 교류회관 (역 빌딩)
- TSUTAYA
- 벳푸 시 미술관
- 규슈 전력 벳푸 보양소
- 벳푸 경륜장

### 벳푸다이가쿠 역 서쪽
- 벳푸 대학
- 벳푸 대학 거리 상점가
- 간나와 온천

## 역사
- 1987년
  - 3월 9일 : 일본국유철도가 개업.
  - 4월 1일 : 일본국유철도 분할 민영화에 의해, 규슈 여객철도가 승계.

## 인접 역
| 닛포 본선            | 닛포 본선   | 닛포 본선              |
| -------------------- | ----------- | ---------------------- |
| 가메가와 고쿠라 방면 | ■ 닛포 본선 | 벳푸 가고시마추오 방면 |